# جوي شيك
جوي شيك (بالإنجليزية: Joy Cheek)‏ مواليد 25 يونيو 1988 في هايتسفيل، هي لاعبة كرة سلة أمريكية معتزلة أصبحت مدربة مساعدة. بدأت مسيرتها الاحترافية في سنة 2010. تم اختيارها من قبل فريق إنديانا فيفر خلال الدرافت. وحملت الرقم 21. اعتزلت اللعب في 2011. لعبت مع إنديانا فيفر وواشنطن ميستيكس.

## روابط خارجية
- جوي شيك على موقع الاتحاد الوطني لكرة السلة النسائية (الإنجليزية)
- جوي شيك على موقع كرة السلة الأوروبية.كوم (الإنجليزية)
- جوي شيك على موقع كلية كرة السلة في سبورتس رفرنس.كوم (الإنجليزية)
- جوي شيك على موقع بروبوليرز (الإنجليزية)
- جوي شيك على موقع سبورتس رفرنس (الإنجليزية)